# Ciudad Nueva de Hildesheim
La Ciudad Nueva de Hildesheim (Hildesheimer Neustadt) es un distrito histórico en el centro de la ciudad de Hildesheim, en el estado federado de Baja Sajonia de Alemania.

## Situación e historia

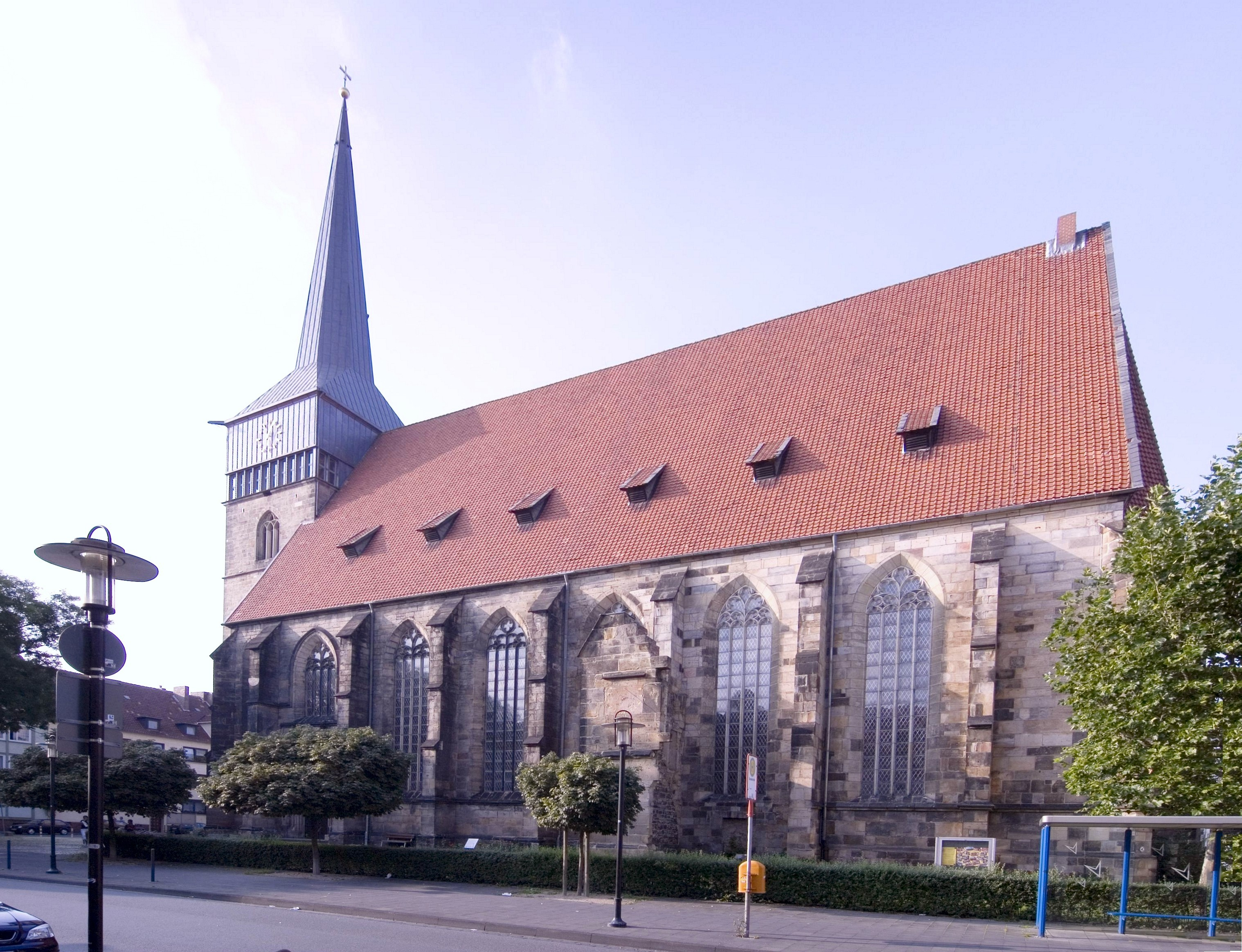
Iglesia de San Lamberto

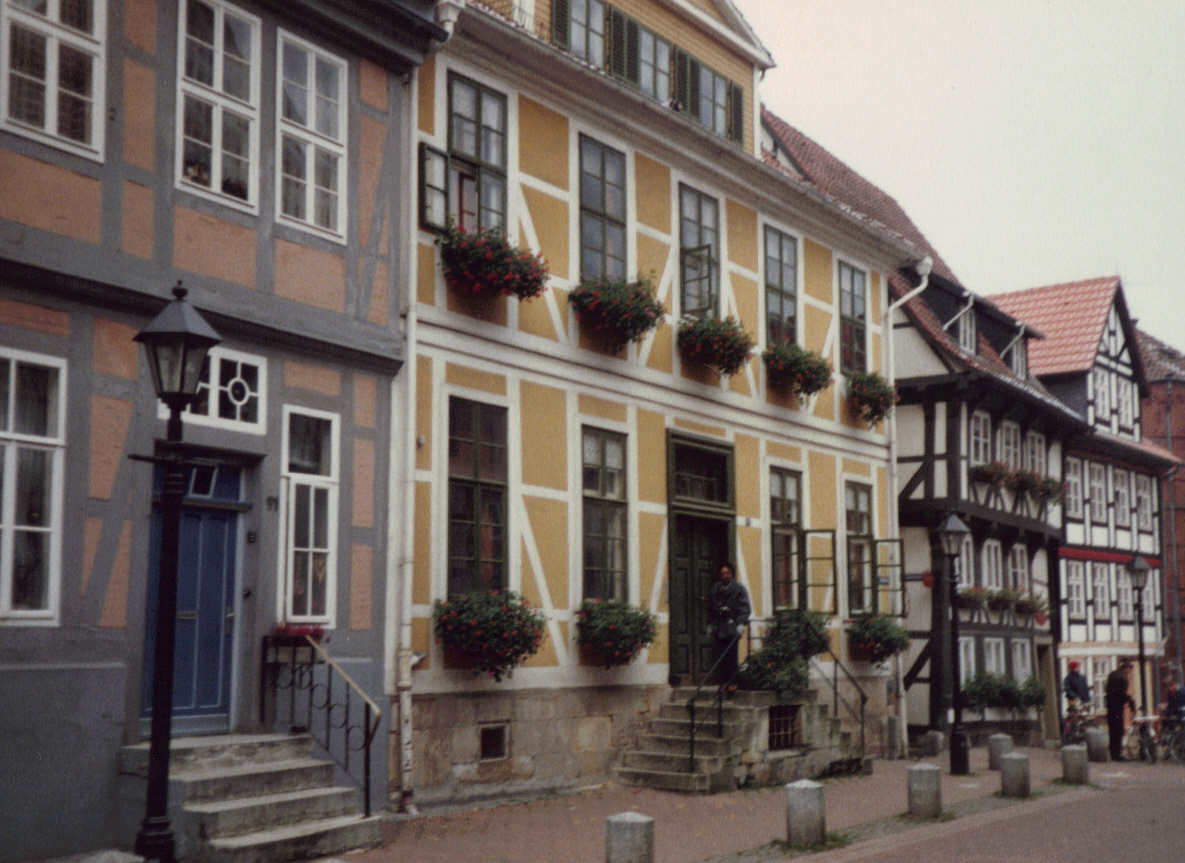
Casas con entramado de madera en la calle Keßlerstraße

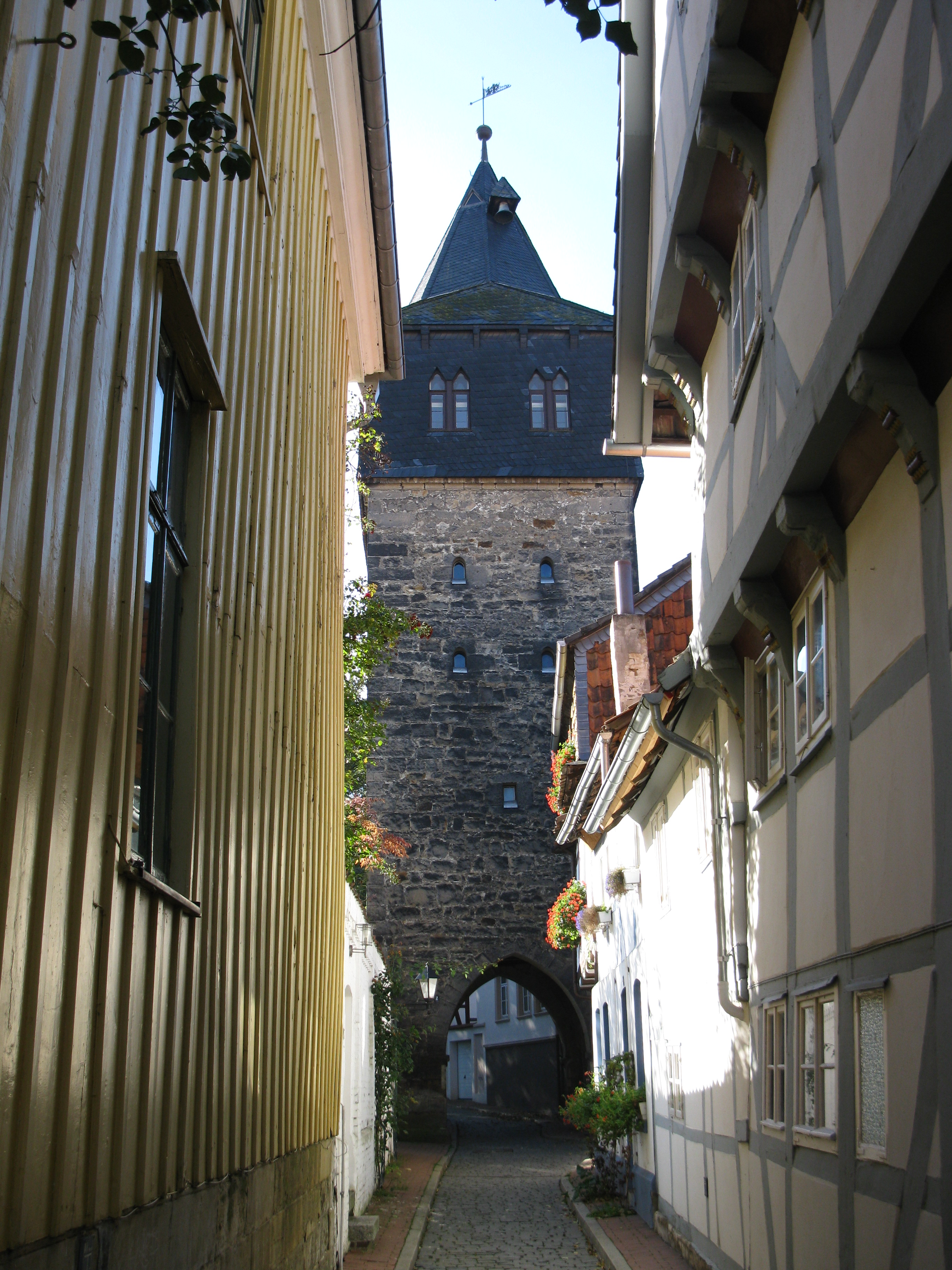
Torre Kehrwiederturm con la puerta Hohnser Tor

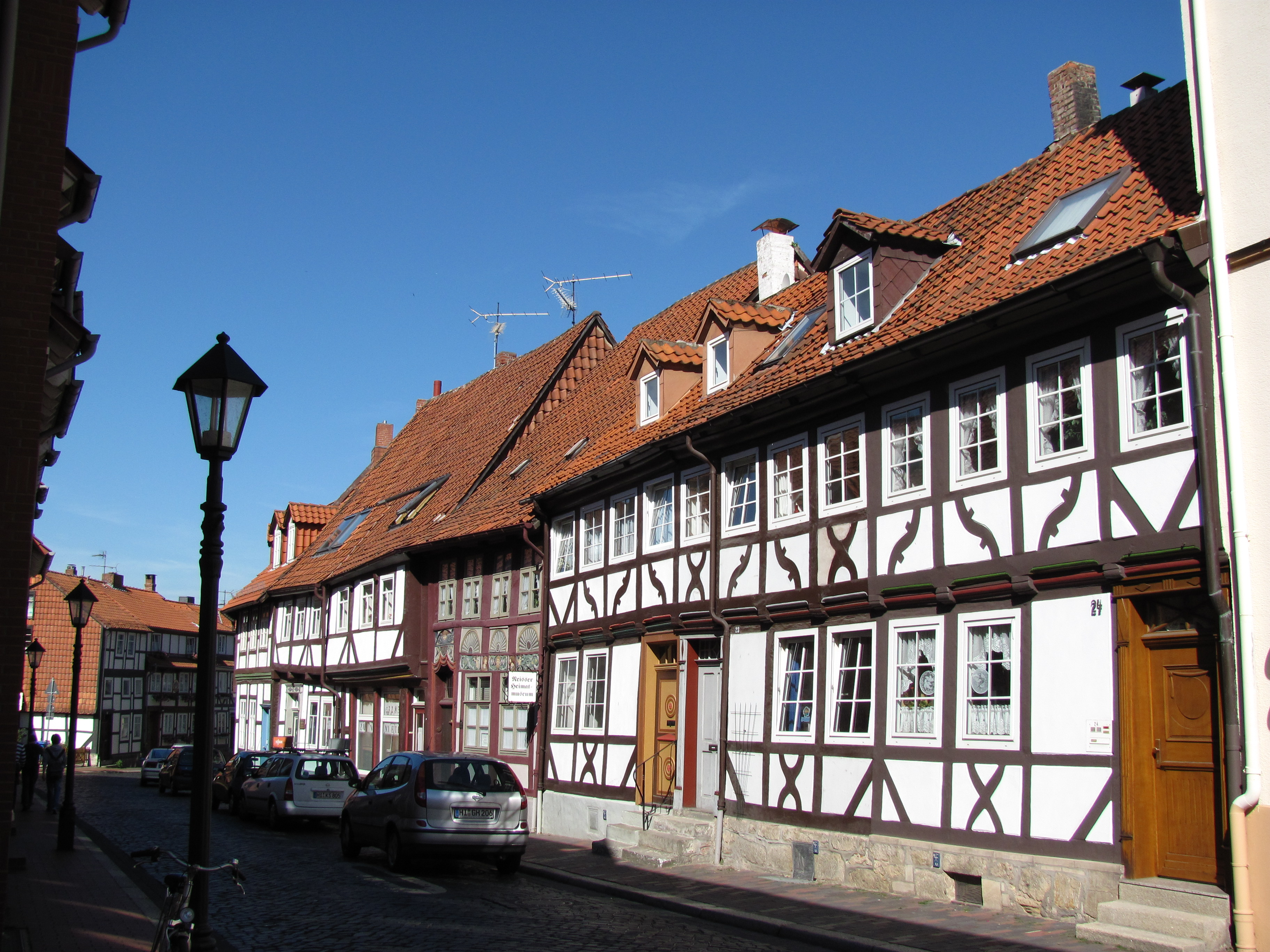
Calle GelberStern con la Casa del Armero

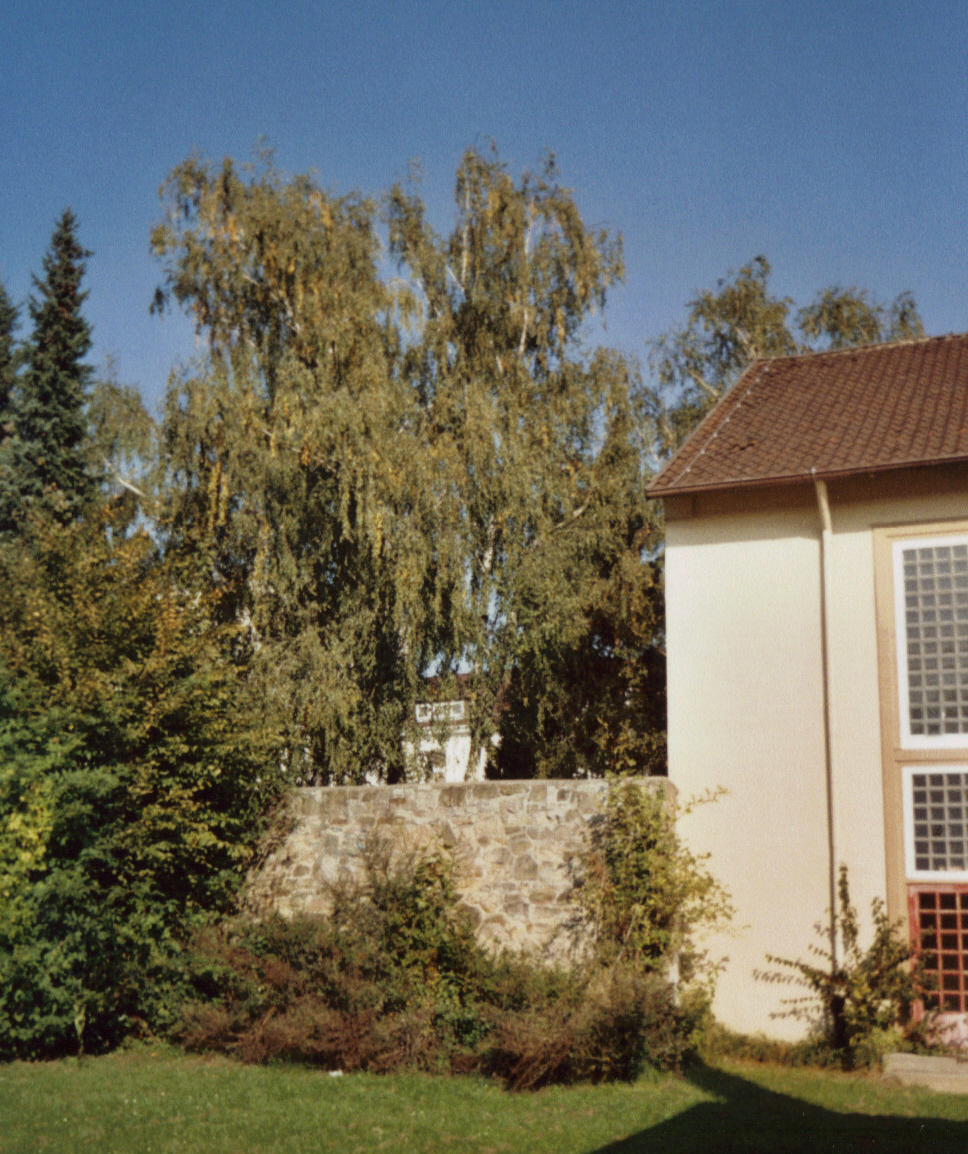
Muralla medieval en la calle Braunschweiger Straße

La Ciudad Nueva se ubica en el sudeste del centro de Hildesheim y tiene una superficie de algo menos de 1 km². La distancia al ayuntamiento de la ciudad se eleva a 1,5km aproximadamente.
La historia de Hildesheim se rastrea hasta los primeros siglos de la Edad Media cuando el Hellweg, una antigua ruta comercial, cruzaba Alemania en sentido oeste-este. Debido a la situación privilegiada  al lado de un vado y en un terreno fértil, fueron asentándose aquí numerosos habitantes que se dedicaron al comercio y a la agricultura. En 815 Hildesheim fue designada la sede de un obispado católico. Otón III del Sacro Imperio Romano Germánico otorgó en 983 a los habitantes de Hildesheim el importante privilegio de celebrar un mercado regularmente. Debido al auge económico de Hildesheim en los siglos XI y XII los habitantes se mostraban más y más rebeldes frente al obispo. Como consequencia fue fundada otra ciudad en el sudeste de Hildesheim por el obispo en 1215. Dicha ciudad recibió el nombre de Ciudad Nueva de Hildesheim y fue prevista como una ciudad competidora en el sentido económico y como un antipolo político. Se formó a principios del siglo XIII a lo largo de la ruta comercial de Hildesheim a Goslar con un sistema muy regular de calles que se cruzan en ángulo recto. El nombre de la Ciudad Nueva de Hildesheim aparece escrito por primera vez en un documento de 1221. En 1226 fue otorgado el título oficial de ciudad. Fue trazada una plaza de mercado de forma rectangular así como un sistema de terraplenes y una muralla que rodeaban la ciudad. La calle principal de la Ciudad Nueva tiene su origen en un tramo de la ruta desde Hildesheim a Goslar y se llama Goschenstraße. El nombre de dicha calle aparece escrito por primera vez en un documento de 1317. La Braunschweiger Straße, la segunda ciudad más importante del distrito, tiene su origen en un tramo de la ruta desde Hildesheim a Braunschweig. El nombre de dicha calle aparece escrito por primera vez en un documento de 1312.
En la muralla que rodeaba la Ciudad Nueva había cinco puertas de las cuales dos están conservadas: La puerta Friesentor en el noroeste, la Braunschweiger Tor en nordeste, la Goschentor en el Sudeste, la pequeña puerta Hohnser Tor en el sur bajo la torre Kehrwiederturm y la Neues Tor en el sudoeste.
Mientras la Ciudad Nueva de Hildesheim llevaba su estatus de independencia contó con su propio consejo, ayuntamiento y mercado y su propia iglesia, pero no igualó a su vecina más antigua y más grande en el sentido económico y político. 
Hasta 1583 funcionó como una ciudad independiente, fecha en la cual se anexó como uno de los distritos de Hildesheim. La Ciudad Nueva de Hildesheim se convirtió en una zona residencial con casas con entramado de madera donde vivían mayoritariamente artesanos.
Durante la Segunda Guerra Mundial los bombardeos del 22 de febrero y sobre todo del 22 de marzo de 1945 destruyeron muchos edificios de la Ciudad Nueva. Fueron reconstruidos después de la guerra en estilo típico de los años 50 del siglo pasado. Algunas calles, sin embargo, sobrevivieron los bombardeos sin daños graves y siguen siendo atracciones turísticas.
Actualmente la Ciudad Nueva es una de las zonas más populares de Hildesheim y cuenta con muchos edificios históricos para visitar.

## Edificios más notables
Debido al plan urbanístico con arreglo al cual se fundó la Ciudad Nueva, las calles son muy regulares.
La iglesia protestante de San Lamberto, construida entre 1474 y 1488 en un estilo gótico tardío, es la iglesia principal del barrio histórico Ciudad Nueva. Debido al bombardeo del 22 de marzo de 1945, una parte de la iglesia se derrumbó. Fue reconstruida en 1952 usando partes que sobrevivieron al derrumbe, como la pila bautismal del siglo XVI y el retablo del siglo XV.
La calles Lappenberg, Knollenstraße, Am Kehrwieder, Gelber Stern y Keßlerstraße resultaron sin daños graves durante la guerra y se componen de casas de los siglos XVI, XVII y XVIII con entramado de madera bien conservadas. La casa Waffenschmiedehaus (Casa del Armero) en la calle Gelber Stern que fue construida en 1548 es una de las casas más antiguas de Hildesheim.  En la fachada hay esculturas de madera muy notables en un estilo renacentista.
A partir del principio del siglo XVI aproximadamente vivían judíos en la Ciudad Nueva de Hildesheim. En 1536, la calle Lappenberg fue mencionada como el lugar de residencia de judíos por primera vez. Llegó a ser el centro del barrio de los judíos después. El monumento de la sinagoga fue construido en 1988 en el lugar donde se encontraba la sinagoga antes de su destrucción en 1938. Se compone de un cubo con la estrella de David. Un muro que fue edificado sobre el fundamento de la sinagoga visualiza la forma y las dimensiones de la misma. Se nota que la sinagoga tenía una forma octogonal y dos torres. La entrada se hallaba en el oeste y el ápside en el este. Una placa conmemorativa contiene las informaciones necesarias. La antigua escuela de la judería (Lappenberg 21) fue inaugurada en 1881. Se trata de una construcción en ladrillo en el estilo neogótico.
La torre Kehrwiederturm, construida en el siglo XIV, es uno de los símbolos más conocidos de Hildesheim. Con 30 metros de altura era una parte de la muralla medieval de Hildesheim. Se halla detrás del Lappenberg en la pintoresca callejuela Am Kehrwieder. Bajo la torre se ubica la antigua puerta Hohnser Tor.
La antigua puerta de la ciudad Neues Tor construida en el siglo XIV y el terraplén medieval Kehrwiederwall se encuentran en el sur de Lappenberg. 
Partes de la muralla medieval que rodeaba la ciudad pueden ser visitadas en las calles Braunschweiger Straße y Kehrwiederwall.